# Le Dernier Elfe
Le Dernier Elfe est un livre écrit par Silvana De Mari. Traduit de l'italien par Jacques Barbéri, il est sorti en France en septembre 2005 aux éditions Albin Michel. Il a reçu en 2004 le Premio Andersen du roman de jeunesse. Une suite, Le Dernier Orc, est sortie en 2008 en France.

## Résumé
L'histoire est celle d'un jeune elfe, Yorsh, de son vrai nom Yorshkrunsquarkljolnerstrink, ce qui signifie dans la langue elfique inventée par l'auteur "le plus puissant, le plus grand et le dernier". Il doit accomplir une prophétie :
« Quand l'eau recouvrira la Terre, Le soleil disparaîtra,Les ténèbres et la glace arriveront Quand Le Dernier Dragon et le dernier elfe briseront le cercle,
le passé et le futur se rencontreront,
le soleil d'un nouvel été brillera dans le ciel. »
Le livre est divisé en deux parties :
- Livre premier : Le Dernier Elfe

Yorsh, alors encore enfant, quitte son village inondé par les eaux de pluies, à cause desquelles tous les Elfes, sauf lui, meurent. Il devient alors le Dernier Elfe. Il est rencontré et est aidé par deux personnes : un homme et une femme, deux chasseurs du peuple, qui bravent plusieurs dangers pour lui. Les trois personnages fuient ensemble le Juge Administrateur de Daligar, autorité à la logique absurde qui gouverne alors le pays, et se rendent auprès d'un Dragon, dans une bibliothèque où Yorsh fait de nombreuses découvertes. Il est laissé là par les deux chasseurs qui partent vivre leur vie de couple dans un village qui n'est pas sous l'emprise du Juge Administrateur.
- Livre second : Le Dernier Dragon

L'histoire se passe quelques années après: on suit d'abord les aventures de Robi, la jeune orpheline des deux chasseurs du premier livre, enfermée dans un orphelinat sordide près de Daligar. Yorsh, quant à lui, est surnommé "le Maudit" depuis qu'il est passé à Daligar et y a ressuscité une poule. Il a grandi et a fait éclore un petit Dragon, tandis que le géniteur de celui-ci se mourait. Yorsh, monté sur son Dragon, va revenir dans le Comté de Daligar, et sauver Robi ainsi que les autres orphelins. Le dernier Dragon, Erbrow, se sacrifiera pour sauver leur fuite.
Le livre a une suite, Le Dernier Orc, (lui-même divisé en trois parties, L'Ours et le Loup, Le Dernier Phénix et Le Dernier Orc) sortie en mars 2008, où l'on suit à la fois l'histoire de Yorsh, de Robi et de leur fille, et celle de Rankstrail, jeune et sanguinaire capitaine des mercenaires de Daligar, qui va prendre conscience de l'incompétence du Juge Administrateur avec l'aide de Yorsh et se rebeller.